# Janvier 1751
Cette page présente les faits marquants du mois de janvier 1751.

## Événements
- 13 janvier : en France, augmentation des droits sur les cartes à jouer[1].
- 22 janvier : le Parlement de Paris enregistre l’édit adopté le 1er janvier créant l’École militaire, rédigé par Pâris Duverney[2].